# Гейко, Екатерина Алексеевна
Екатерина Алексеевна Гейко (2 марта 1995, Москва) — российская футболистка, полузащитница и нападающая. Мастер спорта России.

## Биография
Воспитанница московской СДЮСШОР № 46 «Царицыно», первый тренер — Николай Цюндик.
В 2014 году присоединилась к команде «Измайлово». Дебютный матч в высшей лиге России сыграла 13 апреля 2014 года против «Зоркого», заменив на 80-й минуте Ксению Лазареву, а всего провела в команде 2 неполных матча в начале сезона. В 2015 году выступала за «Чертаново» и провела 5 матчей в высшей лиге, также все — не полностью. В 2017 году играла в первом дивизионе за команду «Челси-Москва», позднее — в московской зоне второго дивизиона за «Строгино» и «Спарту».
Принимала участие в студенческих соревнованиях, где была одной из лучших бомбардиров Московских студенческих спортивных игр 2017 года, а также в любительской лиге ЛФЛ Москвы.
Сыграла 8 матчей в составе молодёжной сборной России в 2013—2014 годах, в том числе 6 игр в отборочном турнире молодёжного чемпионата Европы.
Выступала в чемпионате России по пляжному футболу за команды «Русбалт» (2015) и «Спарта» (2018), всего сыграла 3 матча и забила 3 гола.